# Anisakis
Anisakis ist eine Gattung der Spulwürmer mit 26 Arten. Sie sind Darmparasiten bei Meeressäugern mit Ausnahme der Seekühe. Anisakis simplex, Anisakis pegreffii und Anisakis berlandi sind als Zoonoseerreger von Bedeutung, denn sie können den Menschen als Fehlwirt befallen und eine Anisakiasis auslösen.

## Merkmale
Anisakis sind Anisakiden ohne Blinddarm. Am Vorderrand der Lippen liegt mittig ein zweilappiger Fortsatz, Zwischenlippen fehlen. Die Spicula sind entweder gleich oder ungleich lang.

## Systematik
Hodda (2022) ordnet die Gattung in die Tribus Anisakini, Untertribus Anisakinii ein. Die Gattung enthält folgende Arten:
- Anisakis alexandrii Hsu & Hoeppli, 1933
- Anisakis appendiculata Leidy, 1850
- Anisakis berlandi Mattiucci Cipriani, Webb, Paoletti, Marcer, Bellisario, Gibson & Nascetti, 2014
- Anisakis brevispiculata Dollfus, 1966
- Anisakis catodontis Baylis, 1929
- Anisakis congerivulgaris Molin, 1859
- Anisakis dussumierii van Bendeden, 1870
- Anisakis goldi Boulenger, 1917
- Anisakis insignis Diesing, 1851
- Anisakis ivanizkii Mosgovoy, 1949
- Anisakis kuekenthalii Cobb, 1889
- Anisakis marinus Linnaeus, 1767
- Anisakis pacificus Skrjabin, 1959
- Anisakis paggiae Mattiucci, Nascetti, Dailey, Webb, Barros, Cianchi & Bullini, 2005
- Anisakis pegreffii Campana-Rouget & Biocca, 1955
- Anisakis physeteris (Baylis, 1923)
- Anisakis rosmari Baylis, 1916
- Anisakis salaris Gmelin, 1790
- Anisakis schupakovi Mosgovoi, 1951
- Anisakis similis Baird, 1853
- Anisakis simplex (Rudolphi, 1809)
- Anisakis skrjabini Mosgovoy, 1949
- Anisakis tursionis Cruz, 1946
- Anisakis typica (Diesing, 1860)
- Anisakis ziphidarum Paggi, Nascetti, Webb, Mattiucci, Cianchi & Bullini, 1988